# Chapelle Saint-François-d'Assise de Dijon
Ne doit pas être confondu avec Chapelle Saint-Jean le Théologien de Dijon.
La chapelle Saint-François d'Assise est un lieu de culte catholique faisant partie de la Paroisse Saint Bernard de Dijon en Côte-d'Or en Bourgogne-Franche-Comté, la messe dominicale anticipée y est célébrée le samedi soir à 18h. Cette chapelle accueille également la communauté orthodoxe : serbe, roumaine, russe et bulgare de Dijon. Il y est célébré la liturgie du patriarcat Serbe.

## Histoire
En 1961 débute la construction de la chapelle, œuvre de l’architecte Olivier-Pomponne de Bazelaire de Rupierre, sur une ancienne carrière proche des Carrières Bacquin. Ce terrain fut acheté pour l’occasion et en remplacement du patronage Lacordaire, trop vétuste. En 1979, les sœurs du Carmel font l'achat et la pose d’une cloche de 250 kg baptisée "Mariapia-Isabella". Cette ancienne cloche fut bénie en 1859 par Monseigneur Rivet en présence d’une marraine madame la Duchesse de Clermont-Tonnerre et d’un parrain Monsieur Eusèbe de Blic.

## Architecture
La chapelle repose sur 3 piliers : les piliers trinitaires des trois identités franciscaines « Paix, Joie et Fraternité ». Un local est construit à son voisinage pour les Scouts.

## Galerie

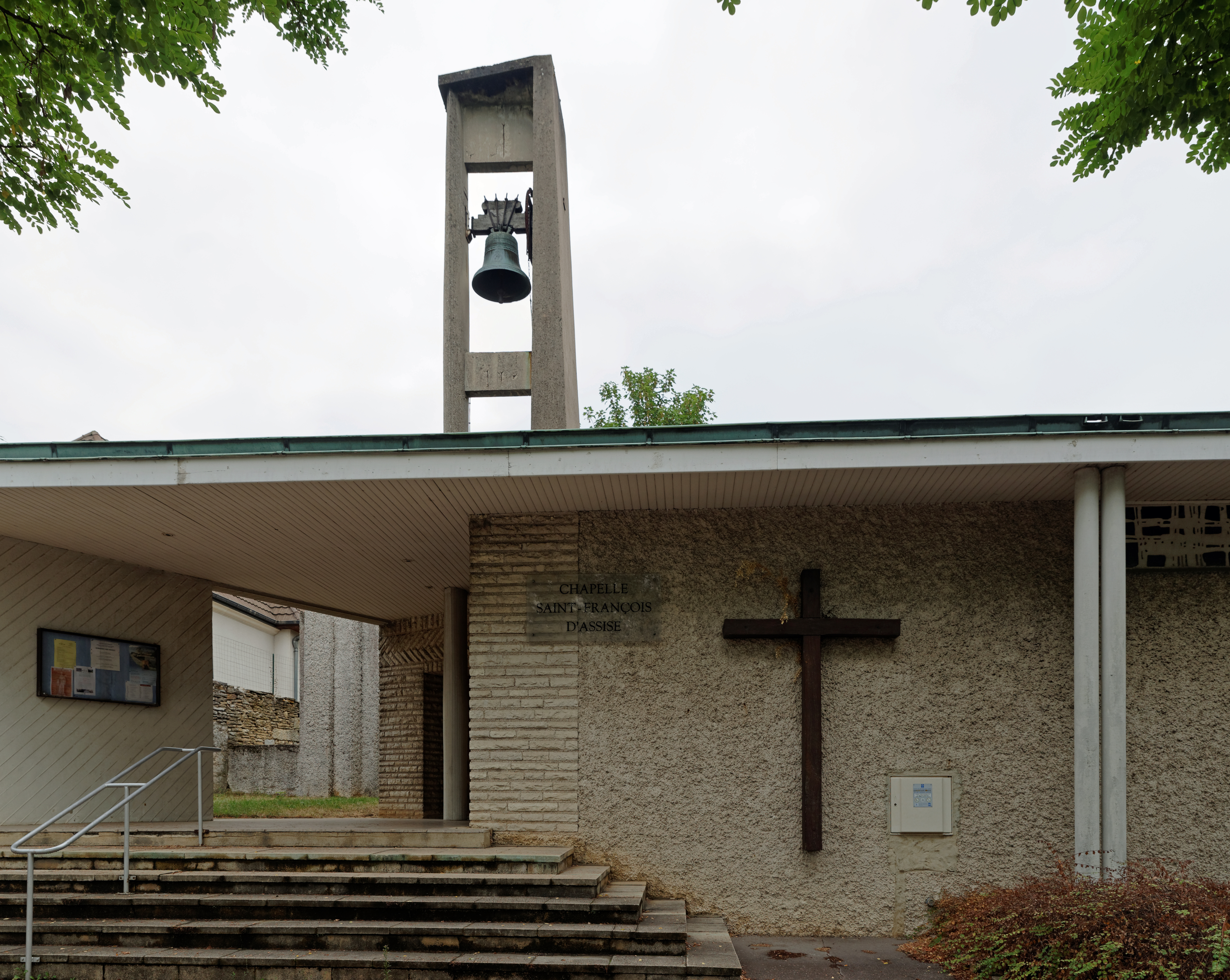
Entrée de la chapelle
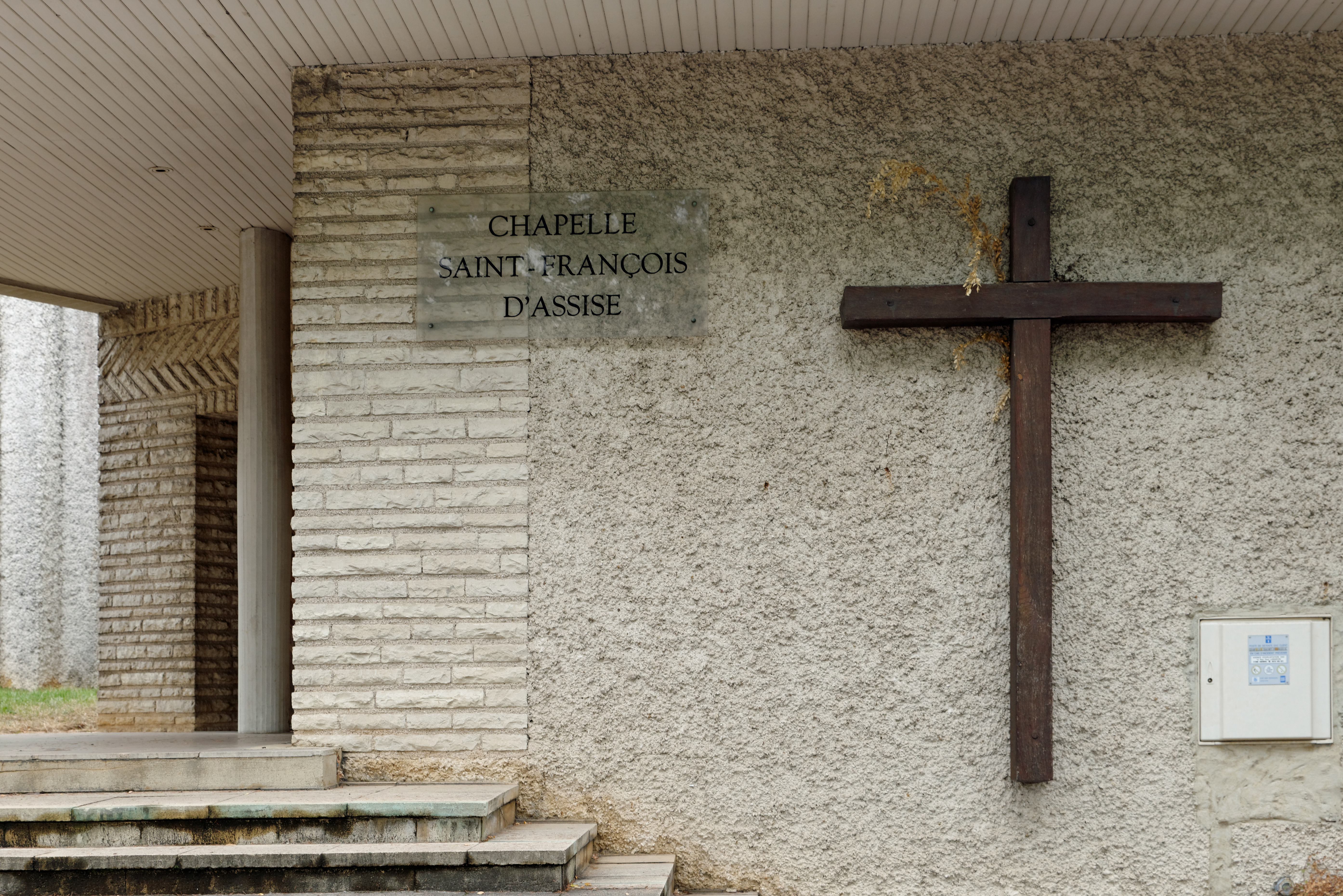
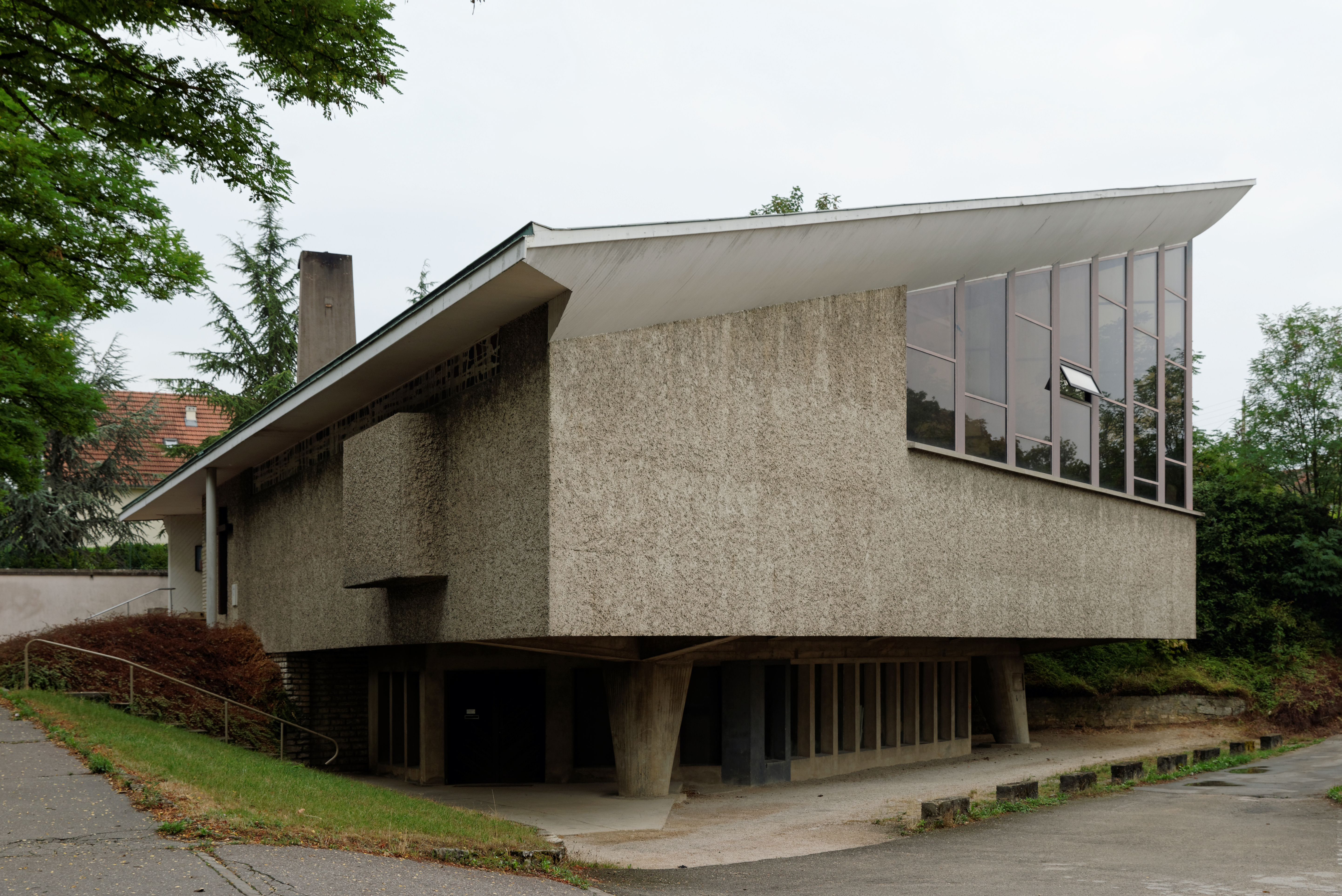
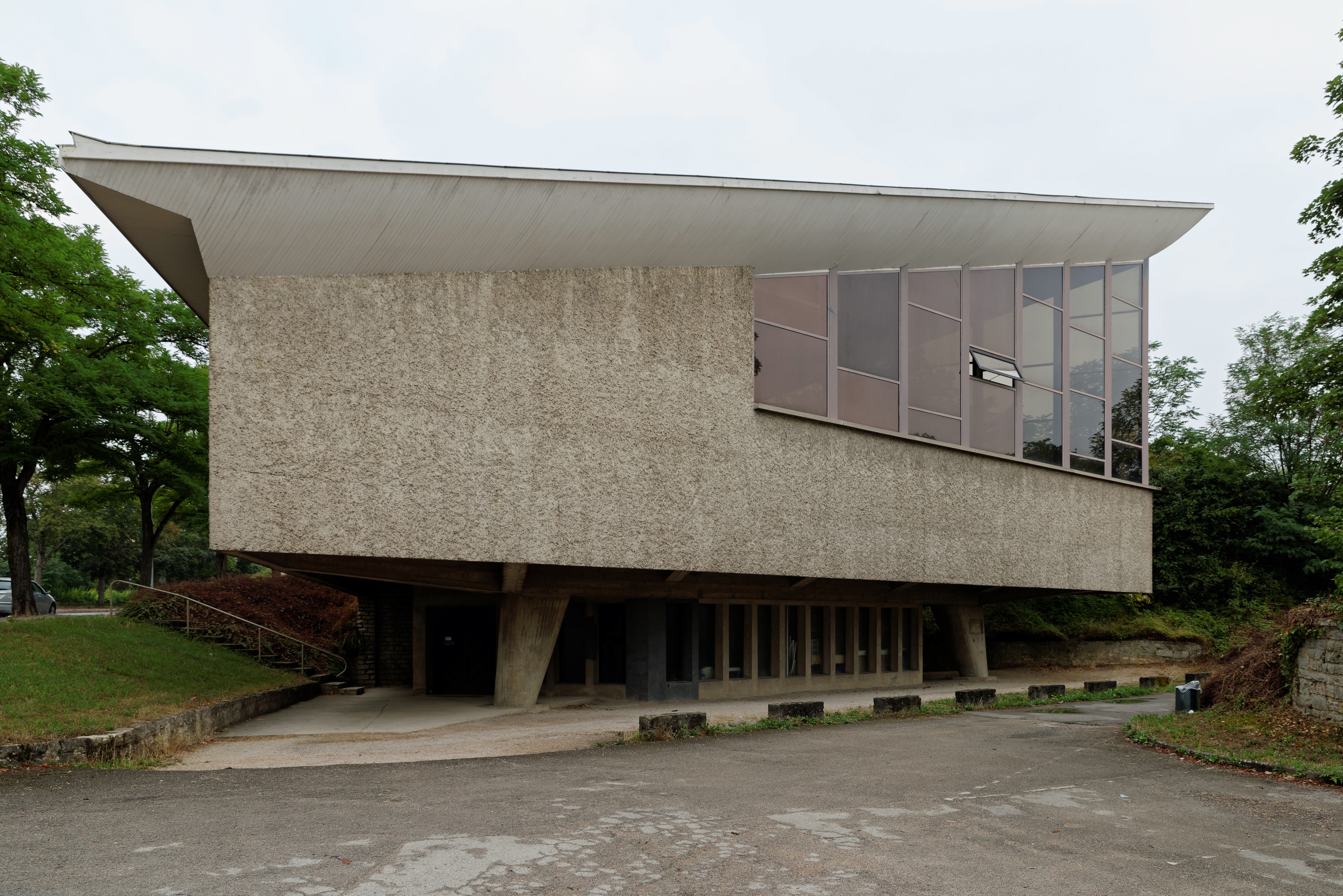
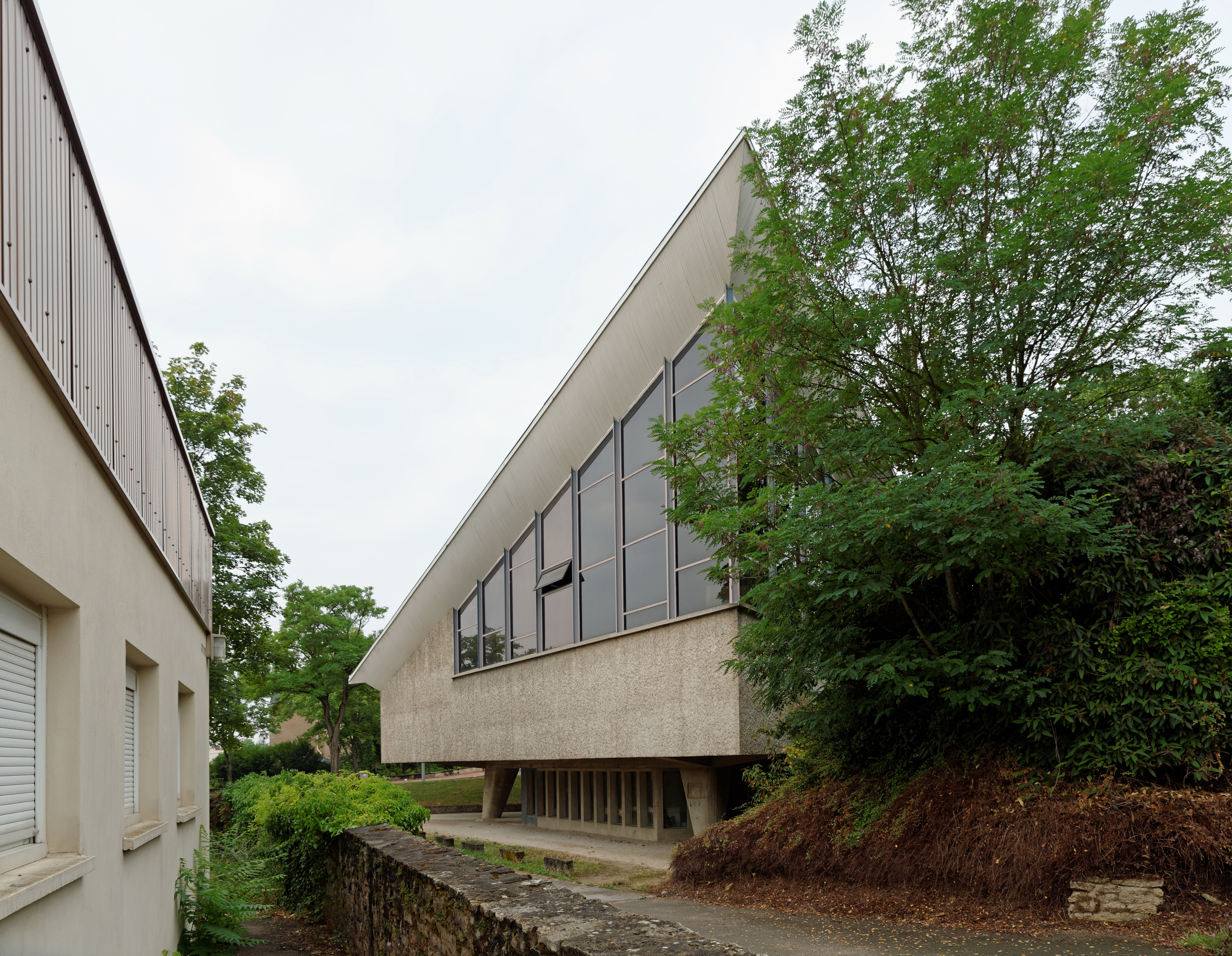
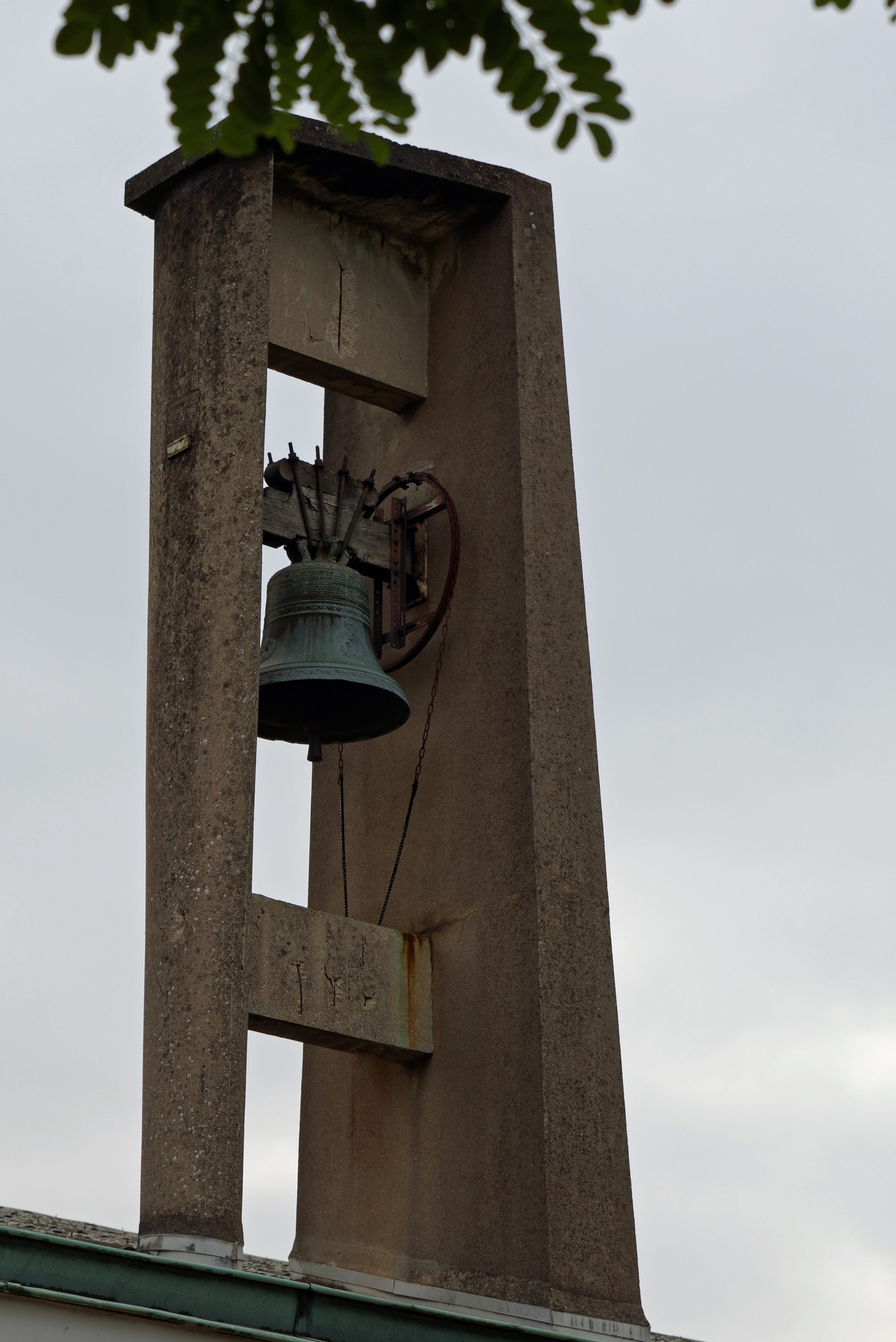
La cloche Mariapia-Isabella